# Sardinská rallye 2012
Sardinská rallye 2012 (formálně 9º Rally d'Italia Sardegna) byl 12. podnik Mistrovství světa v rallye 2017 (WRC), který konal na Sardinii 18. a 21. října 2012. Závod se jel na šotolině. Rallye byla také 7. podnikem Production World Rally Championship (PWRC).

## Výsledky

### Celkové výsledky
| Pos.                  | Jezdec            | Navigátor          | Vůz                        | Čas       | Rozdíl  | Body |
| --------------------- | ----------------- | ------------------ | -------------------------- | --------- | ------- | ---- |
| Absolutní klasifikace |                   |                    |                            |           |         |      |
| 1.                    | Mikko Hirvonen    | Jarmo Lehtinen     | Citroën DS3 WRC            | 3:23:54.9 | 0.0     | 25   |
| 2.                    | Jevgenij Novikov  | Ilka Minor         | Ford Fiesta RS WRC         | 3:25:15.5 | 1:20.6  | 18   |
| 3.                    | Ott Tänak         | Kuldar Sikk        | Ford Fiesta RS WRC         | 3:26:16.0 | 2:21.1  | 15   |
| 4.                    | Mads Østberg      | Jonas Andersson    | Ford Fiesta RS WRC         | 3:27:37.8 | 3:42.9  | 12   |
| 5.                    | Sébastien Ogier   | Julien Ingrassia   | Škoda Fabia S2000          | 3:28:22.4 | 4:27.5  | 10   |
| 6.                    | Chris Atkinson    | Stéphane Prévot    | Mini John Cooper Works WRC | 3:29:17.1 | 5:22.2  | 8    |
| 7.                    | Andreas Mikkelsen | Ola Fløene         | Škoda Fabia S2000          | 3:30:07.4 | 6:12.5  | 6    |
| 8.                    | Martin Prokop     | Zdeněk Hrůza       | Ford Fiesta RS WRC         | 3:33:24.2 | 9:29.3  | 4    |
| 9.                    | Petter Solberg    | Chris Patterson    | Ford Fiesta RS WRC         | 3:33:47.2 | 9:52.3  | 5    |
| 10.                   | Luca Pedersoli    | Matteo Romano      | Citroen DS3 WRC            | 3:44:30.5 | 20:35.6 | 1    |
| PWRC                  |                   |                    |                            |           |         |      |
| 1. (14.)              | Nicolás Fuchs     | Fernando Mussano   | Subaru Impreza WRX STi     | 3:49:25.7 | 0.0     | 25   |
| 2. (15.)              | Marcos Ligato     | Rubén García       | Subaru Impreza WRX STi     | 3:49:56.1 | 30.4    | 18   |
| 3. (16.)              | Valerij Gorban    | Andrij Nikolajev   | Mitsubishi Lancer Evo IX   | 3:50:07.8 | 42.1    | 15   |
| 4. (17.)              | Subhan Aksa       | Nicola Arena       | Mitsubishi Lancer Evo X    | 3:52:26.9 | 3:01.2  | 12   |
| 5. (20.)              | Oleksij Kikireško | Sergei Larens      | Mitsubishi Lancer Evo IX   | 3:56:28.4 | 7:02.7  | 10   |
| 6. (21.)              | Michał Kościuszko | Maciej Szczepaniak | Mitsubishi Lancer Evo X    | 3:56:38.9 | 7:13.2  | 8    |
| 7. (22.)              | Ricardo Triviño   | Àlex Haro          | Subaru Impreza WRX STi     | 3:57:44.0 | 8:18.3  | 6    |
| 8. (24.)              | Benito Guerra     | Borja Rozada       | Mitsubishi Lancer Evo X    | 4:00:12.7 | 10:47.0 | 4    |
| 9. (25.)              | Gianluca Linari   | Andrea Cecchi      | Subaru Impreza WRX STi     | 4:03:35.8 | 14:10.1 | 2    |
| 10. (30.)             | Louise Cook       | Stefan Davis       | Ford Fiesta ST             | 4:42:48.5 | 53:22.8 | 1    |

### Rychlostní zkoušky
| Etapa                | Erzeta | Čas   | Název erzety          | Délka    | Vítěz RZ           | Čas     | Průměrná rychlost | Leader         |
| -------------------- | ------ | ----- | --------------------- | -------- | ------------------ | ------- | ----------------- | -------------- |
| 1. etapa (18. říjen) | SS1    | 16:13 | Terranova 1           | 28.14 km | Sébastien Loeb     | 19:09.4 | 88.08 km/h        | Sébastien Loeb |
| 1. etapa (18. říjen) | SS2    | 18:16 | Terranova 2           | 28.14 km | Mikko Hirvonen     | 18:49.4 | 89.41 km/h        | Sébastien Loeb |
| 2. etapa (19. říjen) | SS3    | 8:43  | Monte Lerno 1         | 29.68 km | Mikko Hirvonen     | 18:16.2 | 97.28 km/h        | Mikko Hirvonen |
| 2. etapa (19. říjen) | SS4    | 11:34 | Castelsardo 1         | 14.00 km | Mikko Hirvonen     | 10:45.9 | 78.01 km/h        | Mikko Hirvonen |
| 2. etapa (19. říjen) | SS5    | 12:24 | Tergu-Osilo 1         | 14.88 km | Sébastien Ogier    | 10:16.1 | 86.56 km/h        | Mikko Hirvonen |
| 2. etapa (19. říjen) | SS6    | 14:46 | Castelsardo 2         | 14.00 km | Jevgenij Novikov   | 10:27.6 | 80.18 km/h        | Mikko Hirvonen |
| 2. etapa (19. říjen) | SS7    | 15:36 | Tergu-Osilo 2         | 14.88 km | Jevgenij Novikov   | 9:41.8  | 92.04 km/h        | Mikko Hirvonen |
| 2. etapa (19. říjen) | SS8    | 17:50 | Monte Lerno 2         | 29.68 km | Mikko Hirvonen     | 18:32.8 | 90.23 km/h        | Mikko Hirvonen |
| 3. etapa (20. říjen) | SS9    | 9:28  | Coiluna-Loelle 1      | 29.35 km | Mads Østberg       | 17:39.4 | 99.44 km/h        | Mikko Hirvonen |
| 3. etapa (20. říjen) | SS10   | 10:35 | Monte di Ala 1        | 14.49 km | Jevgenij Novikov   | 9:12.9  | 94.20 km/h        | Mikko Hirvonen |
| 3. etapa (20. říjen) | SS11   | 11:37 | Monte Olia 1          | 14.12 km | Mads Østberg       | 10:18.2 | 82.13 km/h        | Mikko Hirvonen |
| 3. etapa (20. říjen) | SS12   | 14:48 | Coiluna-Loelle 2      | 29.35 km | Mads Østberg       | 17:12.6 | 102.19 km/h       | Mikko Hirvonen |
| 3. etapa (20. říjen) | SS13   | 15:55 | Monti di Ala 2        | 14.49 km | Jari-Matti Latvala | 8:57.4  | 97.04 km/h        | Mikko Hirvonen |
| 3. etapa (20. říjen) | SS14   | 16:57 | Monte Olia 2          | 14.12 km | Mads Østberg       | 10:02.6 | 84.21 km/h        | Mikko Hirvonen |
| 4. etapa (21. říjen) | SS15   | 9:20  | Gallura 1             | 8.24 km  | Mads Østberg       | 6:25.0  | 77.05 km/h        | Mikko Hirvonen |
| 4. etapa (21. říjen) | SS16   | 11:00 | Gallura (power stage) | 8.24 km  | Petter Solberg     | 6:13.4  | 79.44 km/h        | Mikko Hirvonen |

### Power Stage
Zdroj
| Pos. | No. | Jezdec             | Navigátor       | Vůz                | Třída | Čas      | Rozdíl | Průměrná rychlost | Body |
| ---- | --- | ------------------ | --------------- | ------------------ | ----- | -------- | ------ | ----------------- | ---- |
| 1    | 4   | Petter Solberg     | Chris Patterson | Ford Fiesta RS WRC | WRC   | 6:13.417 |        | 79.4 km/h         | 3    |
| 2    | 3   | Jari-Matti Latvala | Miikka Anttila  | Ford Fiesta RS WRC | WRC   | 6:13.637 | 0,220  | 79.4 km/h         | 2    |
| 3    | 7   | Thierry Neuville   | Nicolas Gilsoul | Citroën DS3 WRC    | WRC   | 6:18.182 | 4,765  | 78.5 km/h         | 1    |